# Carles Aleñá
Carles Aleñá Castillo (* 5. Januar 1998 in Mataró) ist ein spanischer Fußballspieler, der beim FC Getafe unter Vertrag steht.

## Karriere

### Verein
Aleñá kam 2005 in die Jugend des FC Barcelona. Da die Katalanen zu jenem Zeitpunkt noch keine Prebenjamín-Abteilung (Spieler unter 8 Jahren) hatten, trafen der Koordinator der Jugendabteilungen Albert Benaiges sowie die Jugendtrainer Josep Gombau und Jordi Condom aufgrund von Interesse von Espanyol Barcelona an ihm die Entscheidung, den 1998 geborenen Aleñá in der Benjamín-B-Abteilung, damals der Jahrgang 1997, spielen zu lassen.
Nachdem er zunächst sämtliche Jugendabteilungen durchlaufen hatte, rückte er zur Saison 2015/16 in den Kader der B-Mannschaft auf. Sein Debüt in der Segunda División B gab er im August 2015, als er am zweiten Spieltag jener Saison gegen den CF Pobla de Mafumet in der 77. Minute für David Babunski eingewechselt wurde. Seinen ersten Treffer in der dritthöchsten Spielklasse erzielte er bei seinem Startelfdebüt im Dezember 2015 bei der 4:2-Niederlage gegen den CD Eldense durch den Treffer zum zwischenzeitlichen 1:1.
Im Februar 2016 stand er gegen den FC Valencia erstmals im Kader der Profis, wurde aber nicht eingesetzt. Im November 2016 debütierte er schließlich für die A-Mannschaft von Barcelona, als er im Cupspiel gegen Hércules Alicante in der Startelf stand und auch den Treffer zum 1:1-Endstand erzielte. In der 76. Minute wurde er durch Marc Cardona ersetzt.
Im April 2017 gab er auch sein Debüt in der Primera División, als er am 29. Spieltag der Saison 2016/17 gegen den FC Granada in der 87. Minute für Ivan Rakitić eingewechselt wurde. Zu Saisonende hatte er noch zwei weitere Ligaeinsätze zu Buche stehen.
Mit der B-Mannschaft von Barcelona schaffte er im selben Jahr den Aufstieg in die Segunda División.
Im Juni 2017 erhielt Aleñá einen neuen Vertrag bei Barcelona: Er unterschrieb einen Vertrag bis 2020, welcher sich bei einem Aufstieg in den Profikader bis 2022 verlängern würde und eine Ausstiegsklausel von 75 Millionen € aufstellen würde. In der Saison 2017/18 kam er 38 Mal für die zweite Mannschaft in der Segunda División zum Einsatz und erzielte elf Tore. Darüber hinaus kam er drei Mal für die erste Mannschaft in der Copa del Rey zum Einsatz, die er mit seinem Team gewann.
Nachdem Aleñá in den ersten 14 Spielen der Saison 2018/19 zu zwei Ligaeinsätzen in der ersten Mannschaft gekommen war und sein erstes Tor in der Primera División erzielt hatte, rückte er Anfang Dezember 2018 unter dem Cheftrainer Ernesto Valverde fest in den Kader der ersten Mannschaft auf. Zuvor war er auch zu acht Einsätzen (drei Tore) in der zweiten Mannschaft in der viertklassigen Segunda División B gekommen. Bis zum Saisonende folgten zwei weitere Ligaeinsätze sowie der Gewinn der spanischen Meisterschaft.
Nachdem Aleñá in der ersten Hälfte der Saison 2019/20 unter Valverde kaum eine Rolle gespielt hatte und bis zum 18. Spieltag nur zu vier Einsätzen in der Liga und einem Einsatz am bedeutungslosen letzten Spieltag der Champions-League-Gruppenphase gekommen war, wechselte er zum 1. Januar 2020 bis zum Saisonende auf Leihbasis zum Ligakonkurrenten Betis Sevilla. Dort kam er bis zum Saisonende zu 17 Ligaeinsätzen (7-mal von Beginn), in denen er ein Tor erzielte.
Zur Saison 2020/21 kehrte Aleñá zum FC Barcelona zurück, konnte sich aber auch unter dem neuen Cheftrainer Ronald Koeman nicht gegen Sergio Busquets, Miralem Pjanić und Frenkie de Jong durchsetzen. Nach 2 Einwechslungen in der Liga wechselte der 23-Jährige Anfang Januar 2021 bis zum Saisonende auf Leihbasis zum FC Getafe. In der Madrider Vorstadt kam Aleñá regelmäßig zum Einsatz. Er spielte 22-mal (15-mal von Beginn) in der Liga und erzielte 2 Tore. Zur Saison 2021/22 erwarb der FC Getafe schließlich die Transferrechte am Mittelfeldspieler. Der FC Barcelona sicherte sich eine Weiterverkaufsbeteiligung in Höhe von 50 Prozent, ein Vorkaufsrecht und eine Rückkaufoption. Aleñá unterschrieb einen neuen Vertrag bis zum 30. Juni 2026.

### Nationalmannschaft
Aleñá spielte 2013 erstmals für die spanische U-16-Mannschaft. 2014 debütierte er für die U-17-Mannschaft, mit der er 2015 an der EM teilnahm.
Im Januar 2016 spielte er gegen Italien erstmals für das spanische U-19-Team.

## Persönliches
Sein Vater Francisco (* 1964) war ebenfalls Fußballspieler und spielte für Xerez und Lleida in der Segunda División.

## Titel und Erfolge
- Spanischer Meister: 2019
- Spanischer Pokalsieger: 2017, 2018